# Jaromír Čejka
Jaromír Čejka (15. dubna 1947, Miroslav – 15. dubna 2023) byl český fotograf, který na počátku 80. let dvacátého století systematicky dokumentoval výstavbu panelového sídliště na Jižním Městě.

## Životopis
Narodil se 15. dubna 1947 v Miroslavi na jižní Moravě. V roce 1966 maturoval na SPŠ elektrotechnické. V letech 1971–1974 studoval Institut výtvarné fotografie při Svazu českých fotografů v Brně a poté pokračoval externě na FAMU (1976–1983) u profesora Pavla Štechy. Téma jeho diplomové práce bylo Dr. Pavel Altschul a Světozor v letech 1933–1939. Po maturitě vystřídal různá povolání, pracoval jako řidič, osvětlovač, asistent kamery, fotograf nebo uklízeč. Od roku 1983 si zvolil svobodné povolání, spolupracoval s Art Centrem, pro které dokumentoval činnost Studia Shape. Po sametové revoluci spolupracoval s redakcemi řady novin a časopisů (Lidové noviny, Fórum, Přítomnost, Prostor, Zdravotnické noviny, Architekt, Respekt nebo Literární noviny). Také fotografoval venkovské obce pro studie územních plánů. Po roce 2000 spolupracoval s ČTK a Studiem JB v Lomnici nad Popelkou. V letech 2013–2016 se účastnil projektu Panelová sídliště v České republice, pro který pořizoval fotografickou dokumentaci pro Uměleckoprůmyslové museum v Praze.
Zemřel 15. dubna 2023, bylo mu 76 let.

## Sbírky
- Moravská galerie v Brně[4]

## Publikace
- 2023: ČEJKA, Jaromír; JANATA, Michal; TYPLT, Jaromír. Stopy / Traces. Praha: Kant, 2023. 132 s. ISBN 9788074374005. (cs, en). Reprezentuje průřez jeho tvorby za čtyřicet let života.
- 2014: Jižní Město. Fotografický projekt z pražského sídliště z počátku 80. let dvacátého století, Slezská univerzita, Institut tvůrčí fotografie, Opava; Obsahuje přes 150 černobílých fotografií. V druhém vydání ji v roce 2020 vydalo nakladatelství Surbanz.[2]

## Výstavy
Samostatné výstavy
- 1975 – Dům pánů z Kunštátu, Brno (společně s Františkem Dominem)
- 1977 – Divadlo v Nerudovce, Praha
- 1980 – Galerie v podloubí, Olomouc
- 1984 – Sídliště Jižní Město, Fotochema, Praha
- 1988 – Fotografie, Kabinet fotografie Jaromíra Funka, Dům pánů z Kunštátu, Brno
- 1990 – Chodovská tvrz, Praha
- 2003 – Stopy / Tracks and Traces, Moravská galerie, Ambit Místodržitelského paláce (1980–1999)
- 2006 – Fotografie, Galerie Naivní anděl, Kolín (1977–2000)
- 2007 – Stopy, Malá výstavní síň v Liberci (1968–1999)
- 2014 – Sídliště Jižní Město, Dům umění v Opavě (1979–1985)